# Pinguipedidae
Pinguipedidae vormen een familie van vissen die tot de orde van baarsachtigen (Perciformes) behoort. Soms worden deze vissen ook aangeduid als krokodilvissen of zandbaarzen.

## Kenmerken
Deze vissen leven op de bodem en werden vroeger ook wel Parapercidae en Mugilioididae genoemd. De vissen leven in tropische en subtropische gebieden in de drie grote oceanen.
De vissen hebben een langgerekt, cilindervormig lichaam met een spitse bek. De rug- en staartvin zijn lang. De dieren worden over het algemeen 8 tot 30 centimeter lang, hoewel de Prolatilus jugularis een lengte van 40 centimeter kan bereiken, de beide soorten van het geslacht Pinguipea 50 tot 70 centimeter en de beide soorten van het geslacht Pseudopercis zelfs 120 centimeter kunnen worden.
Ze wachten op de bodem kleine voorbijzwemmende vissen op om ze vervolgens te verschalken.

## Geslachten
- Kochichthys Kamohara, 1961
- Parapercis Bleeker, 1863
- Pinguipes Cuvier in Cuvier and Valenciennes, 1829
- Prolatilus Gill, 1865
- Pseudopercis Miranda Ribeiro, 1903
- Ryukyupercis Imamura & Yoshino, 2007[1]
- Simipercis Johnson & Randall 2006.